# Ингрэм, Рекс (актёр)
Рекс Ингрэм (20 октября 1895 — 19 сентября 1969) — американский актёр театра, кино и телевидения.

## Молодость и карьера
Инграм родился недалеко от Кейро, штат Иллинойс, на реке Миссисипи; его отец был кочегаром на речном пароходе «Роберт Э. Ли». Ингрэм окончил медицинскую школу Северо-Западного университета в 1919 году и был первым афроамериканцем, получившим ключ общества Phi Beta Kappa от Северо-Западного университета . В молодости он отправился в Голливуд, где был буквально обнаружен на углу улицы директором по кастингу для фильма «Тарзан, приёмыш обезьян» (1918) с Элмо Линкольном в главной роли. После этого фильма, ставшего его дебютом на экране (без указания в титрах), он получил множество других небольших ролей, обычно чернокожих аборигенов, как в фильмах серии про Тарзана. С появлением звукового кино его внешность и громкий голос оказались востребованы, и он исполнил заметные роли в фильмах «Зелёные пастбища» (1936), «Приключения Гекльберри Финна» (версия MGM 1939 года, выпущенная в противовес версии с Микки Руни), «Багдадский вор» (1940 — возможно, его наиболее известное появление в кино — в качестве джинна), «Разговор о городе» (1942) и « Сахара» (1943).
С 1929 года он также появился на театральной сцене, дебютировав на Бродвее. Он играл в более чем дюжине бродвейских постановок, а его последняя роль была в постановке «Квамина» в 1961 году. Он был в оригинальном актёрском составе постановок «Гаити» (1938), «Хижина в небе» (1940) и «Женщина из Сент-Луиса» (1946). Он был одним из немногих актёров, сыгравших как Бога (в «Зеленых пастбищах»), так и Дьявола (в «Хижине в небе»). В 1966 году он сыграл Ти-Тот в фильме «Твоё обманывающее сердце. История Хэнка Уильямса».
Ингрем был арестован за нарушение закона Манна в 1948 году. Признав себя виновным в перевозке девочки-подростка в Нью-Йорк в аморальных целях, он был приговорен к 18 месяцам тюремного заключения. Он отбыл всего десять месяцев своего срока, но инцидент оказал серьёзное влияние на его карьеру в течение следующих шести лет. Тем временем он инвестировал в Club Alabam, знаменитый ночной клуб, расположенный в отеле Dunbar на юге центральной части Лос-Анджелеса, с партнерами Джо Моррисом и Кларенсом Муром, вновь открыв его как джаз-клуб.
В 1962 году он стал первым афро-американским актёром, которого наняли на контрактную роль в мыльной опере «Яркий день». Также он имел незначительные роли на телевидении в 1960-х в отдельных эпизодах шоу «Я Шпион» и «Шоу Билла Косби», где в обеих главную роль сыграл Билл Косби.

## Смерть
Вскоре после съёмок для «шоу Билла Косби» Ингрэм скончался от сердечного приступа в возрасте 73 лет. Он был похоронен в Forest Lawn Memorial Park в Голливудских Холмах, Калифорния.